# Brant Lake
Brant Lake è un census-designated place (CDP) degli Stati Uniti d'America della contea di Lake nello Stato del Dakota del Sud. La popolazione era di 159 abitanti al censimento del 2010. I residenti della città hanno votato per l'incorporazione con 61 voti a favore e 9 contro il 29 marzo 2016.

## Geografia fisica
Secondo lo United States Census Bureau, il CDP ha una superficie totale di 7,07 km², dei quali 3,09 km² di territorio e 3,98 km² di acque interne (56,28% del totale).

## Società

### Evoluzione demografica
Secondo il censimento del 2010, la popolazione era di 159 abitanti.

### Etnie e minoranze straniere
Secondo il censimento del 2010, la composizione etnica del CDP era formata dal 99,37% di bianchi, lo 0% di afroamericani, lo 0,63% di nativi americani, lo 0% di asiatici, lo 0% di oceanici, lo 0% di altre razze, e lo 0% di due o più etnie. Ispanici o latinos di qualunque razza erano lo 0% della popolazione.